# إريك كارلسون (موسيقي)
إريك كارلسون (بالإنجليزية: Eric Carlson)‏ هو موسيقي أمريكي، ولد في 22 مايو 1958 في سياتل في الولايات المتحدة.

## وصلات خارجية
- الموقع الرسمي
- إريك كارلسون على موقع ميوزك برينز (الإنجليزية)
- إريك كارلسون على موقع ميوزك برينز (الإنجليزية)
- إريك كارلسون على موقع ديسكوغز (الإنجليزية)